# Измайловская (деревня)
Измайловская — деревня в Плесецком районе Архангельской области.

## География
Находится в западной части Архангельской области на расстоянии приблизительно 99 км на юго-запад по прямой от административного центра района поселка Плесецк на правом берегу реки Кена.

## История
В 1873 году здесь был учтен 21 двор, в 1905 — 40. Тогда Измайловское (в те времена село) входило в Каргопольский уезд Олонецкой губернии. До 2016 года деревня входила в Кенорецкое сельское поселение, с 2016 по 2021 в Конёвское сельское поселение до его упразднения.

## Население
Численность населения: 152 человека (1873 год), 192 (1905), 27 (100 % русские) в 2002 году, 22 в 2010.